# Macropsis punctifrons
Macropsis punctifrons är en insektsart som beskrevs av Van Duzee 1889. Macropsis punctifrons ingår i släktet Macropsis och familjen dvärgstritar. Inga underarter finns listade i Catalogue of Life.